# Tour de Blosenberg
La tour de Blosenberg est un émetteur radio se trouvant sur la commune Beromünster dans le canton de Lucerne (Suisse). Cette installation est plus connue sous le nom d'émetteur de Beromünster, voire simplement sous Beromünster.

## Histoire
La tour de Blosenberg a été construite en 1937. Auparavant, une autre tour émettrice avait été construite sur la commune voisine de Gunzwil entre 1929 et 1931. L'émetteur, entré en service en mai 1931 et officiellement inauguré le 11 juin 1931, diffusait alors sur la fréquence 556 kHz avec une puissance de 60 kW.
En 1937, une nouvelle tour de 215 mètres est construite. Il s'agit de la tour de Blosenberg et permet de diffuser dans toute l'Europe.
En 1950, Radio Beromünster est diffusée sur la fréquence 529 kHz. S'ensuivent d'autres augmentations de puissance et la diffusion, entre 1969 et 1992 d'un deuxième programme sur la fréquence 1 566 kHz.
En 1978, un nouveau plan de fréquence déplace Radio Beromünster sur 531 kHz.
Au mois d'octobre 1996, lancement de Musigwälle 531 qui remplace le programme diffusé sur 531 kHz depuis cet émetteur. Cette radio deviendra, par la suite DRS Musikwelle.
Le 28 décembre 2008 à minuit, la tour de Blosenberg cessa définitivement d'émettre le programme DRS Musikwelle. L'émetteur continua cependant de diffuser un message d'information jusqu'à la fin de l'année. Un peu moins de trois ans après son arrêt total, la tour de l'émetteur fut dynamitée, le 19 août 2011 après 77 années de services.

## Source
1. 1 2  En partie : Biennophone.ch.
2. ↑  dmz, « Radio: Un vieil émetteur dynamité », 20 minutes,‎ 19 août 2011 (lire en ligne, consulté le 5 septembre 2020).

## Voir également
- Schweizer Radio DRS
- Émetteur de Sottens, l'émetteur pour la Suisse romande
- Émetteur de Monte-Ceneri, l'émetteur pour la Suisse italienne